# Pachypodium lamerei
Pachypodium lamerei là một loài thực vật có hoa trong họ La bố ma. Loài này được Drake mô tả khoa học đầu tiên năm 1899.

## Hình ảnh

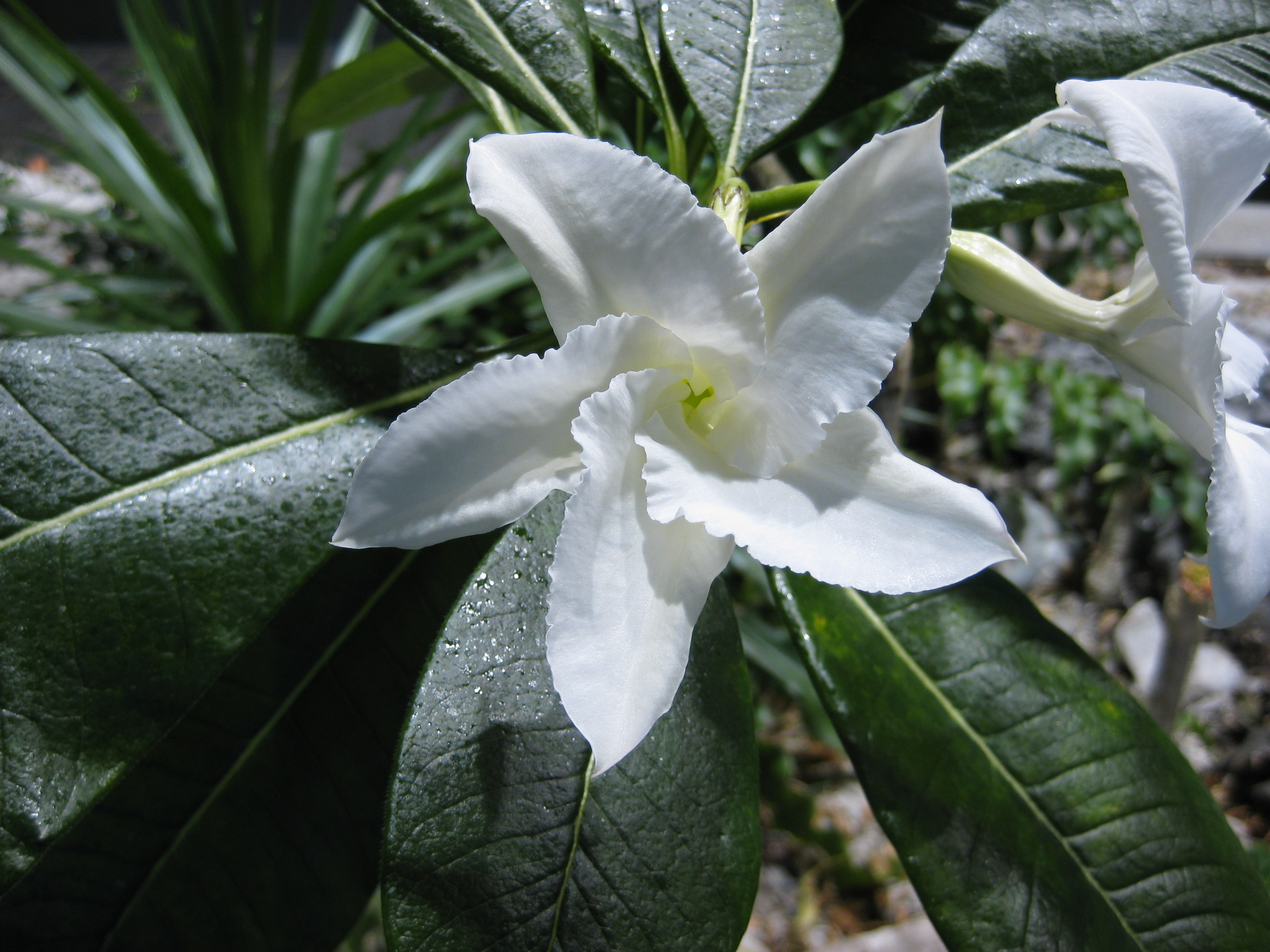
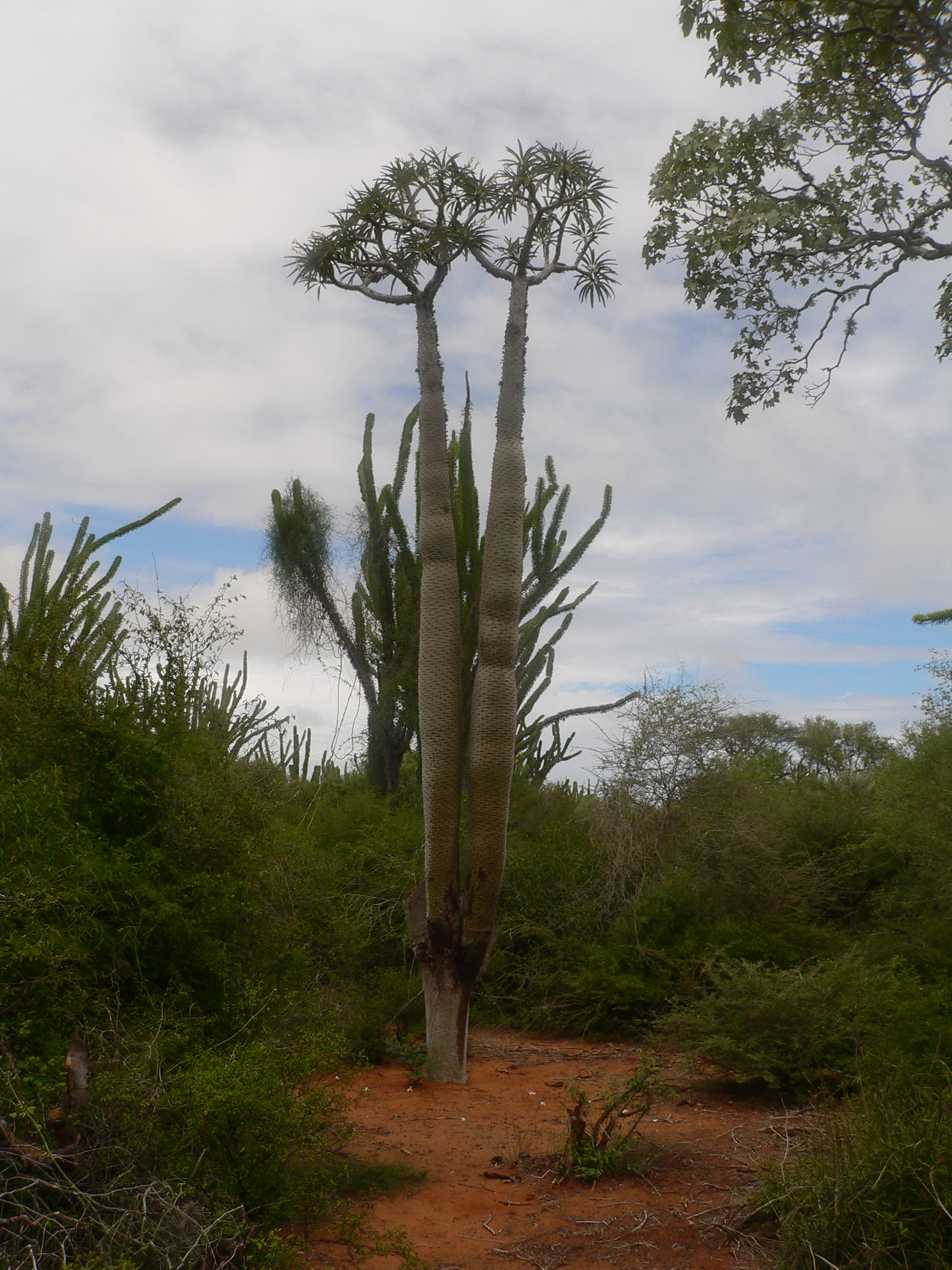
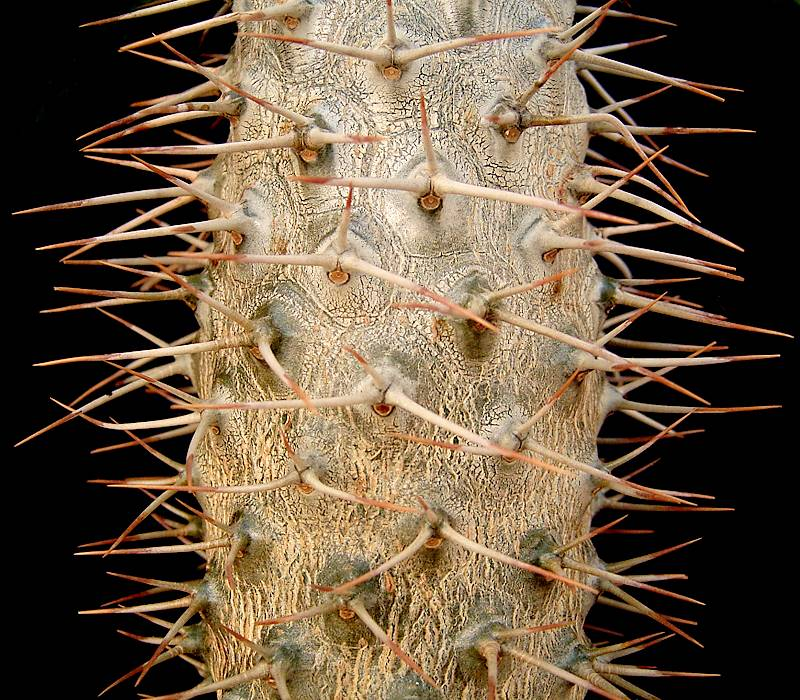
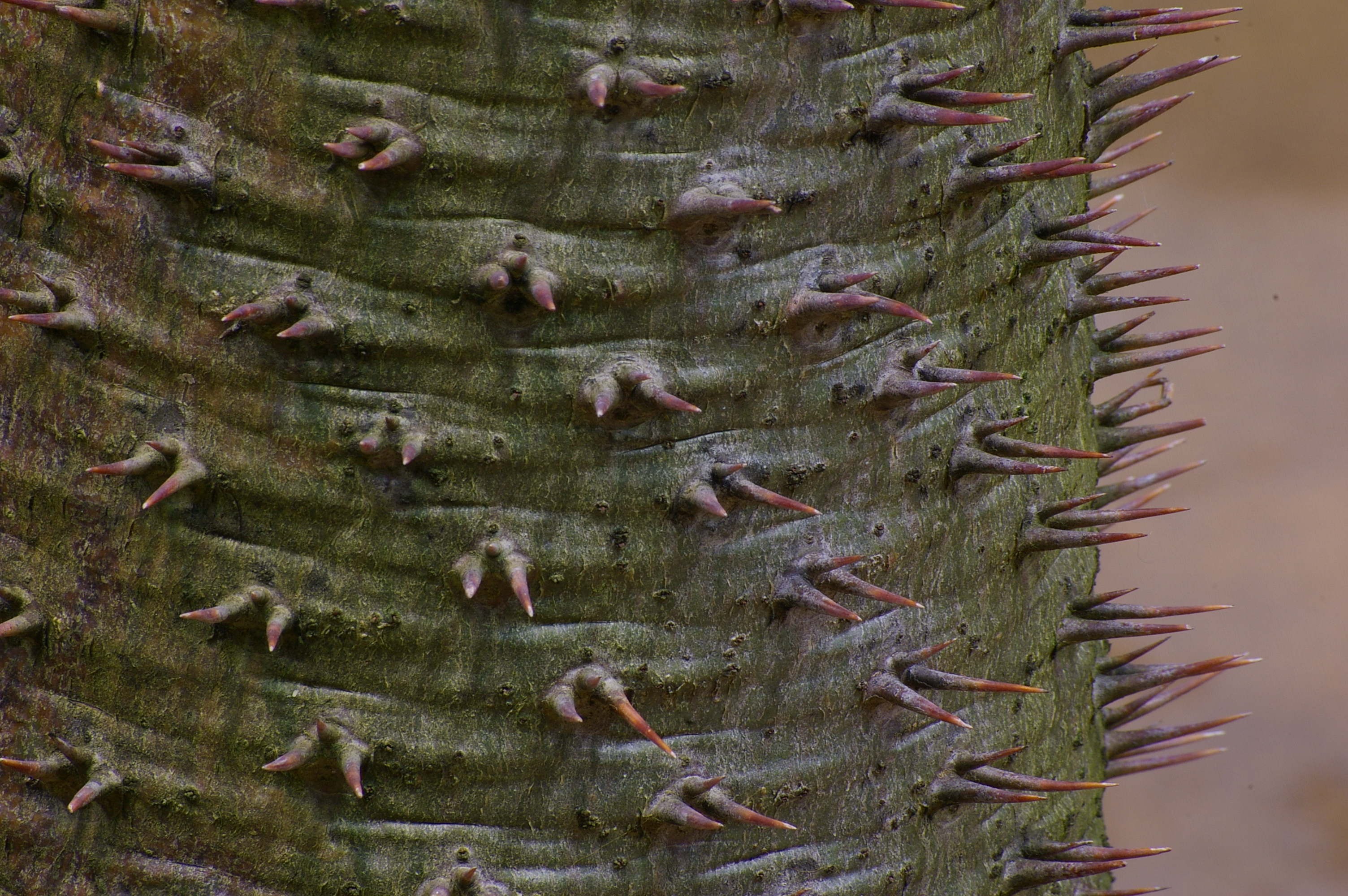